# Династија (ТВ серија из 1981, 1. сезона)
Прва сезона серије Династија премијерно је емитована у Сједињеним Америчким Државама на каналу АБЦ од 12. јануара до 20. априла 1981. године. Радња серије коју су створили Ричард и Естер Шапиро, а продуцирао Арон Спелинг, врти се око породице Карингтон, богате породице из Денвера у Колораду.
Главне улоге у првој сезони тумаче: Џон Форсајт као нафтни тајкун и милионер Блејк Карингтон, Линда Еванс као његова нова супруга Кристал, Памела Су Мартин као Блејкова тврдоглава ћерка Фалон, Памела Белвуд као проблематична супруга геолога "Денвер−Карингтона" Клаудија Блајздел, Ал Корли као Блејков млађи син Стивен, Џон Џејмс као женскарош Џеф Колби, Вејн Нортроп као возач Карингтонових Мајкл Кулхејн, Кети Курцман као Клаудијина ћерка Линдзи, Дејл Робертсон као нафтаџија Волтер Ланкершим и Бо Хопкинс као геолог "Денвер−Карингтона" Метју Блајздел. Међу борјним епизодним улогама били су Ли Бергер као кућепазирељ Карингтонових Џозеф Андерс и Лојд Бохнер као Џефов стриц Сесил.

## Развој
Арон Спелинг, већ познат по својим успешним серијама са АБЦ-а, међу којима су Старски и Хaч, Чарлијеви анђели, Љубавна барка, Острво из маште, Вегас и Харт Хартовој, узео је у обзир виђење Ричарда и Естер Шапиро о богатој и моћној породици која "је живела и стискала се" у 48-собној вили у Денверу. Естер Шапиро је рекла да је подстрека за серију била књига Ја, Клаудије, измишљени опис римских царева из династија Јулијеваца и Клаудијеваца. Шапирова је 1985. рекла: "Хтели смо да урадимо нешто забавно, америчко маштање. Мислили смо да су људи видели довољно прича о породицама које су се распале. Хтели смо јаку врсту породице из деветнаестог века у којој су се људи сукобљавали, али волели у инат свему".
Како је АБЦ мислио да серија буде конкурент ЦБС-овој серији Далас, радни назив Династије био је Нафта. У раном раду сценарија пробне епизоде, две главне породице у серији презивале су се Паркхртс и Корби, али када је продукција почела, презимена су им промењена у Карингтон и Колби. Џорџ Пепард је изабран да глуми главу породице Карингтон Блејка, али је на крају имао тешкоћа да се привикне на некако несимпатичну улогу па га је убрзо заменио Џон Форсајт. Пошто је снимана 1980. године, пробна епизода је била међу многима које су одложене због обуставе рада због зловоље међу телвизијским каналима и ортаклуком са Савезом глумаца и Америчким савезом телвизијских и радијских уметника. Пробна епизода Династије је коначно премијерно емитована у трајању од 2 сата и 15 минута 12. јануара 1981. године. Прва сезоне завршила је на 28. месту по гледаности у Сједињеним државама.
Естер Шапиро је касније рекла за део са посебним додацима на ДВД-у: Публика нам је готово одмах рекла да само желе да буду у вили. [Њих] је баш било брига за нафтна поља. Нису хтели да гледају сиве пословнице.

## Радња
Кад је Династија почела, моћни нафтни тајкун Блејк Карингтон се спремао да ожени младу Кристал Џенингс, своју бившу тајницу. Млада, скромна и нова у Блејковом свету, Кристал је наишла на непријатељски пријем у дому Карингтонових − послузи се не свиђа, а Блејкова тврдоглава и лака ћерка Фалон је није волела. Иако посвећен Кристал, Блејк је сам превише заокупљен својим друштвом "Денвер−Карингтон" и слеп на Кристалину несрећност. Њој је једини савезник пасторак Стивен коме се сложени однос са Блејком састоји из њихових фундаменталних политичких разлика и његовог одбијања да ускочи у улогу будућег вође царства Карингтонових. У међувремену, Фалон, која боље иде Блејковим стопама, је (као жена) потцењивана и више сматрана пехаром од оца. Она је усмерила своју снагу у играње разним мушким ликовима међу којима је био и возач Карингтонових Мајкл Кулхејн. На крају двочасовне епизоде „Нафта”, Стивен се на крају сукобио са својим оцем и очитао му буквицу због његових капиталистичких вредности и наизглед бескрупулозном пословању. Блејк је пукао и открио тајну за коју је Стивен мислио да не зна. Блејку се смучило због Стивеновог педерллука, а његово одбијање да то прихвати је довело до јаза између оца и сина на неко време.
Насупрот Карингтонових су Блајзделови. Геолог "Денвер−Карингтона" Метју − који је у несрећном браку са осећајно крхком Клаудијом − је Кристалин љубавник. Кад се вратио са продуженог посла на Блиском истоку, Метју је дао отказ и упустио се у посао са нафтаџијом Волтером Ланкершимом. Како је Блејково понашање почело да тера Кристал Метјуу, двојица човека су постали и пословни и љубавни противници. Блејк је још више био изреволтиран кад је Стивен прешао да ради код свог дугогодишњег друга Метјуа у коме види квалитете који фале Блејку. Иако је раније био у вези са мушкарцем, Стивена је привукла Клаудија која је почела да се полако враћа у стари живот после проведеног времена у психијатријској болници.
Фалон је склопила тајни договор са Блејковим старим другом и далеко моћнијим пословним противником Сесилом Колбијем тако што се удала за његовог братанца Џефа како би обезбедила Сесилову новчану помоћ за свог оца. Кад је Блејк затекао Стивена у опроштајном загрљају са својим бившим дечком Тедом Динардом (Марк Витерс), он их је бесно раздвојио. Тед је пао уназад и ударио главу, а повреда је испала кобна. Блејк је ухапшен и оптужен за убиство, а бесни Стивен је посведочио да је Тедова смрт била исход злонамерне несреће. Изненада се сведок под велом појавио за оптужбу на крају сезоне у епизоди „Исказ”, а Фалон је прогутала кнедлу и рекла: "Боже, оно је моја мајка".

## Улоге

### Главне
- Џон Форсајт као Блејк Карингтон
- Линда Еванс као Кристал Карингтон
- Памела Су Мартин као Фалон Карингтон
- Памела Белвуд као Клаудија Блајздел
- Ал Корли као Стивен Карингтон
- Џон Џејмс као Џеф Колби
- Вејн Нортроп као Мајкл Кулхејн
- Кети Курцман као Линдзи Блајздел
- Дејл Робертсон као Волтер Ланкершим
- Бо Хопкинс као Метју Блајздел

### Епизодне
- Лојд Бохнер као Сесил Колби
- Ли Бергер као Џозеф Андерс

### Гостујуће
- Меги Викман као Алексис Карингтон[а]

## Епизоде
| Бр. еп. (укупно) | Бр. еп. (у сезони) | Наслов                 | Редитељ           | Сценариста                                                             | Премијера         | Прод. код |
| ---------------- | ------------------ | ---------------------- | ----------------- | ---------------------------------------------------------------------- | ----------------- | --------- |
| 1                | 1                  | "Нафта (1. део)"       | Ралф Сененски     | Ричард Шапиро и Естер Шапиро                                           | 12. јануар 1981.  | S-001     |
| 2                | 2                  | "Нафта (2. део)"       | Ралф Сененски     | Ричард Шапиро и Естер Шапиро                                           | 12. јануар 1981.  | S-001     |
| 3                | 3                  | "Нафта (3. део)"       | Ралф Сененски     | Ричард Шапиро и Естер Шапиро                                           | 12. јануар 1981.  | S-001     |
| 4                | 4                  | "Медени месец"         | Роберт К. Томпсон | Синопсис: Честер Крумхолц Сценарио: Едвард Де Бласио и Честер Крумхолц | 19. јануар 1981.  | S-002     |
| 5                | 5                  | "Пријем"               | Дон Медфорд       | Честер Крумхолц                                                        | 26. јануар 1981.  | S-003     |
| 6                | 6                  | "Фалонина удаја"       | Филип Ликок       | Синопсис: Ричард Шапиро Сценарио: Едвард Де Бласио и Норман Кратков    | 2. фебруар 1981.  | S-004     |
| 7                | 7                  | "Возач открива тајну"  | Ралф Сененски     | Едвард Де Бласио                                                       | 16. фебруар 1981. | S-005     |
| 8                | 8                  | "Јавна кућа"           | Филип Ликок       | Едвард Де Бласио                                                       | 23. фебруар 1981. | S-006     |
| 9                | 9                  | "Кристалина лаж"       | Дон Медфорд       | Едвард Де Бласио                                                       | 2. март 1981.     | S-007     |
| 10               | 10                 | "Огрлица"              | Филип Ликок       | Едвард Де Бласио                                                       | 2. март 1981.     | S-008     |
| 11               | 11                 | "Батине"               | Дон Медфорд       | Едвард Де Бласио                                                       | 9. март 1981.     | S-009     |
| 12               | 12                 | "Рођенданска прослава" | Барт Бринкерхоф   | Едвард Де Бласио и Ричард Шапиро                                       | 16. март 1981.    | S-010     |
| 13               | 13                 | "Раскид"               | Габријел Бомонт   | Едвард Де Бласио                                                       | 23. март 1981.    | S-011     |
| 14               | 14                 | "Блејк иде у затвор"   | Дон Медфорд       | Едвард Де Бласио                                                       | 13. април 1981.   | S-012     |
| 15               | 15                 | "Исказ"                | Дон Медфорд       | Едвард Де Бласио                                                       | 20. април 1981.   | S-013     |

## Напомена
1. ↑  Иако је на кратко тумачила лик Алексис у последњој епизоди јер стална глумица још није била пронађена, Меги Викман није била потписана.